# 백야전사령부
백 야전전투사령부(Task Force Paik) 또는 백야전사령부는 한국 전쟁중에 조선인민유격대를 토벌하기 위한 쥐잡기 작전 을 위해 1951년 12월부터 1952년 3월까지 임시로 운영했던 백선엽 장군이 지휘하던 육군과 경찰의 합동사령부였다. 백야사라고 약칭하기도 했다.
전방에 있던 2개 사단을 차출하여 예하의 6개 연대를 기동타격대로 지리산을 중심으로 수도보병사단은 남쪽을, 제8사단은 북쪽을 맡아 주력 부대를 타격하고, 경찰 병력이 퇴로를 차단하는 포위 전술을 펼쳤다. 계속하여 지리산 이외에도 백운산, 덕유산등으로도 동시다발적으로 병력을 투입하여 주요 지도자들을 사살하였다.
사천 비행장에 전개한 대한민국 공군 소속의 F-51 무스탕 편대도 가세했다. 수도사단에 작전 임무를 인계하고 강원도 화천으로 옮겨가 1952년 3월에 제2군단으로 재창설되었다.

## 예하 부대
백야전사령부를 구성한 부대는 다음과 같다:
- 대한민국 육군
  - 수도사단 (송요찬 준장)
    - 제1기갑연대 (이룡 대령)
    - 제1보병연대 (박춘식 대령)
    - 제26보병연대 (이등화 대령)

  - 제8사단 (최영희 준장)
    - 제10보병연대 (정강 대령)
    - 제16보병연대 (이재일 대령)
    - 제21보병연대 (전부일 대령)

  - 서남지구전투사령부 (김용배 준장)
    - 제107, 110, 117예비연대
    - 제1, 2, 9경비대대
- 대한민국 내무부 치안국
  - 남원 전방사령부 (최치환 경무관)
  - 태백산 지구 전투경찰사령부 (이성우 경무관)
    - 제200경찰연대
    - 제207경찰연대

  - 지리산 지구 전투경찰사령부 (신상묵 경무관)
    - 제203경찰연대
    - 제205경찰연대

## 같이 보기
- 제2군단 (대한민국)
- 여순 10.19사건

## 참고
- 양영조 (2007년 12월 1일). “백야전전투사령부”. 국가기록원. 2011년 5월 14일에 확인함.[깨진 링크(과거 내용 찾기)]